# Sandrine Holt
Sandrine Holt (em chinês: 何家蓓; pinyin: Hé Jiābèi; Croydon, 19 de novembro de 1972) é uma atriz canadense nascida na Inglaterra.

## Biografia
Nascida  Sandrine Vanessa Ho, em Croydon, na Grande Londres, posteriormente teve o nome mudado para Sandrine Claire. É filha de pai chinês e mãe francesa. Seu pai, Man Shun ("Horace") Ho, nasceu em Hong Kong e graduou-se em Física e Matemática Aplicada na Universidade de Londres, obtendo posteriormente o título de mestre em Ciência da Computação. Aos cinco anos, ela e sua família se mudaram para Toronto, província de Ontário. Sandrine Holt trabalhou como modelo de passarela em Paris, antes de se tornar atriz.

## Carreira de atriz
Holt estreou  no cinema em 1991, aparecendo no filme Black Robe. Ela tem representado personagens de diversas origens étnicas: polinésia, em Rapa Nui, chinesa, no telefilme e programa de TV Once a Thief (telessérie), nativa americana (Annuka, em Black Robe, e Pocahontas, em Pocahontas: The Legend), japonesa, em  1999, e como uma repórter latina, em Resident Evil: Apocalypse.
Em 2006, desempenhou papel recorrente na série de televisão 24 Horas, como Evelyn Martin. Em 2007, foi Catherine Rothberg na série The L Word. Em 2012, apareceu em Underworld: Awakening, como Lida, uma funcionária da companhia Antigen que cuidava da filha da protagonista, uma prisioneira chamada Subject Two. Em 2013, atuou no seriado Hostages, da CBS, como integrante de um grupo que faz uma família refém, durante uma conspiração contra o presidente dos E.U.A.

## Vida pessoal
Holt casou-se com o produtor de rock e engenheiro Travis Huff, com quem teve uma filha. O casal se divorciou em 2011. Atualmente, a atriz vive em Silver Lake, Los Angeles, com a filha.

## Filmografia
| Cinema | Cinema                                      | Cinema               |
| Ano    | Título                                      | Personagem           |
| ------ | ------------------------------------------- | -------------------- |
| 1991   | Robe Preto                                  | Annuka               |
| 1994   | Papa Nui                                    | Ramana               |
| 1995   | Dance Me Outside                            | Poppy                |
| 1996   | Once a Thief                                | Bela                 |
| 1998   | Airtime                                     | Olga Gonçalves Lima  |
| 1998   | Bronx County                                | ela mesma            |
| 1998   | 1999                                        | Suki                 |
| 1998   | Gunslinger's Revenge                        | Pearl                |
| 1999   | Loving Jezebel                              | Mona                 |
| 1999   | Pocahontas: The Legend                      | Pocahontas (Matoaka) |
| 2000   | Fast Food Fast Women                        | Giselle              |
| 2001   | Mission                                     | Ima                  |
| 2001   | Century Hotel                               | Jin                  |
| 2001   | Earth Angels                                | Wendy                |
| 2002   | Ballistic: Ecks vs. Sever                   | Agent Bennett        |
| 2003   | Happy Hour                                  | Bonnie               |
| 2004   | Resident Evil: Apocalypse                   | Terri Morales        |
| 2004   | Mr Jones: Drive                             | Mulher               |
| 2004   | Starship Troopers 2: Hero of the Federation | Pvt.Jill Sandee      |
| 2005   | Sam's Lake                                  | Kate                 |
| 2007   | Fire Serpent                                | Christina Andrews    |
| 2007   | The Dark Room                               | Leanne Kisoun        |
| 2009   | The Phantom                                 | Guran                |
| 2011   | Faces in the Crowd                          | Nina #6              |
| 2012   | Underworld: Awakening                       | Lida                 |
| 2015   | Terminator                                  | Detetive Cheung      |
| 2015   | The Returned (série cancelada)              | Julie Han            |
| 2015   | Fear The Walking Dead                       | Bethany Exner        |
| 2016   | Law and Order SVU                           | Nora Wattan          |
| 2016   | MacGyver                                    | Patricia Thornton    |